# Francesc Nicolau
Francesc Nicolau, dit "Barbafina" (Feners s. XVI - XVII) fou un bandoler català. Va participar en diverses hostilitats de l'anomenada guerra de la Ribagorça com a membre de la quadrilla del Minyó de Montellà. Al segle següent continuava bandolejant com a partidari de Joan Cadell, però el 1605 va haver de fugir al comtat de Foix.